# 大掘割の戦い
大掘割の戦い（おおほりわりのたたかい、英：Battle of the Great Foss）は第二次メッセニア戦争にて紀元前682年にスパルタ軍とメッセニア・アルカディア連合軍との間で戦われた会戦である。
戦いに先立ってスパルタはアルカディア王アリストクラテス2世を買収し、これはスパルタが金で勝利を買った最初の事例になったという。戦いにおいてメッセニア軍が右翼、アルカディア軍は左翼と中央を占めていたが、戦いが始まった直後、アリストクラテスは自分たちの持ち場は危険だと部下に言って指揮下の全軍に退却を命じた。孤立したメッセニア軍はスパルタ軍によって造作もなく包囲され、アリストメネス隊の奮戦虚しく多くが殺傷された。
この戦いでメッセニアはアンドロクレス、ピンダスを含む多くの指導者、兵士を失い、この敗北を以って戦争の主導権はメッセニアからスパルタに移った。

## 註
1. ↑  パウサニアス, IV. 17. 2
2. ↑  ibid, IV. 17. 6-7